# Erbil
Erbil o Arbil (in arabo اربيل‎?, Arbīl; ufficialmente هه‌ولێر Hewlêr in curdo; in siriaco: ܐܪܒܝܠ, Arbaelo; in greco: Ἄρβηλα), storicamente Arbela, è una città della Regione del Kurdistan, entità autonoma dell'Iraq. Nel 2022 la sua popolazione era di 1 612 700 abitanti (calcolati). È situata 77 chilometri ad est di Mosul.

## Storia
Il primo insediamento attestato nell'area risale al XXIII secolo a.C. e per questo motivo si ritiene che Arbil sia una delle città più antiche e con la più lunga continuità in tema di urbanizzazione. Il nome della città sembra non avere origini semitiche come farebbe supporre la contiguità con l'area linguistica accadica. La sillaba iniziale ar, infatti, sembra appartenere al gruppo linguistico della lingua urrita. Il nome Arbil appare per la prima volta in alcuni scritti sacri sumeri risalenti al 2000 a.C.. In seguito il nome, attraverso varie trasformazioni e la probabile sovrapposizione di un'etimologia popolare, venne rappresentato nella scrittura cuneiforme con i segni dal significato "quattro dei" che in accadico suonano "arba-il".
Amar-Sin, sovrano della III dinastia di Ur, saccheggiò Arbil attorno al 1975 a.C. In seguito Arbil fece parte dell'Impero assiro dal XX secolo a.C. fino al 608 a.C. e in seguito venne inglobata nella provincia di Assiria sotto i domini persiano, greco, romano, partico e sasanide.
Durante la dominazione dei Medi, il re Ciassare avrebbe trasferito nella città una parte dell'antica tribù persiana dei Sagartiani probabilmente per ricompersarli del loro aiuto nella cattura di Ninive. L'imperatore persiano Ciro il Grande quando occupò l'Assiria nel 547 a.C. la trasformò in una satrapia, chiamata in antico persiano "Aθurā", la quale ebbe come capitale Arbil.
Nell'antichità classica Arbil era conosciuta in Occidente come Arbela e viene ricordata per la battaglia nella quale Alessandro Magno sconfisse definitivamente l'imperatore achemenide Dario III di Persia. In realtà la battaglia si svolse nella piana di Gaugamela a circa 100 chilometri di distanza da Arbil. Tuttavia il fatto storico che pose fine all'Impero achemenide viene ricordato indifferentemente come battaglia di Gaugamela o battaglia di Arbela.
Ad Arbela si rifugiò poi lo sconfitto Dario III, il quale in seguito trovò la morte per mano del satrapo della Battriana Besso.
Arbil fece parte della regione disputata fra Roma e l'Impero sasanide. L'antico regno siriaco di Adiabene (la forma greca dell'arabo Ḥadyab) aveva il suo epicentro in Arbil. Nel I secolo d.C la regina Elena di Adiabene si convertì al giudaismo. In conseguenza di ciò, in città, lo studio del Talmud divenne particolarmente fiorente. Durante il primo e il secondo secolo gran parte della popolazione si convertì al cristianesimo. Viene tramandato il nome di Pkidha che fu il primo vescovo della città a partire dal 104. Fino al tardo Medioevo Arbil fu uno dei centri più importanti del cristianesimo siriaco e divenne sede del metropolita della Chiesa d'Oriente. Il fatto che molti dei primi vescovi della città avessero nomi di origine biblica ha indotto gli studiosi a pensare che gran parte di essi fosse di origine giudea. Nel periodo cristiano la città fu la patria di padri della chiesa e di numerosi scrittori in lingua siriaca.
Arbil con l'espansione dell'Islam si trovò presto inglobata nel Califfato arabo prima sotto gli Omayyadi e poi sotto gli Abbasidi. In seguito si succedettero le dominazioni della dinastia persiana dei Buyidi, dei turchi Selgiuchidi e dei Turkmeni Atabeg di Arbil i quali regnarono per poco più di un secolo fra il 1131 e il 1232. Con l'invasione mongola si impose la dinastia degli Ilkhanidi, alla quale succedettero prima i Gialairidi e poi i Kara Koyunlu e gli Ak Koyunlu. Arbil è la patria dello storico e scrittore Ibn Khallikan, vissuto nel XIII secolo.
La comunità dei cittadini di lingua aramaica rimase significativa fino alla distruzione di Arbil da parte delle truppe di Tamerlano avvenuta nel 1397. In città è comunque rimasta fino agli anni '50 del XX secolo una fiorente comunità ebraica, in seguito emigrata in gran parte in Israele, la quale parlava fino in tempi recenti un dialetto della lingua aramaica.

## Cultura

### Popolazione
La città è prevalentemente curda e conta minoranze di turkmeni e assiri, oltre che di arabi.
La popolazione turkmena di Erbil è stimata in circa 300.000 persone. Risiedono principalmente nei quartieri di Taci, Mareke e Three Tak nel centro di Erbil, intorno alla cittadella. Fino al 2006, vivevano nei quartieri Tophane, Tekke e Saray della cittadella, che contenevano quasi 700 case. Nel 2006, la cittadella è stata svuotata e i turkmeni presenti sono stati trasferiti in altri quartieri. I turkmeni partecipano alle istituzioni politiche del KRG, compreso il Parlamento.
Il quartiere Ankawa di Erbil è popolato principalmente da assiri cristiani. Il quartiere ospita circa 40 chiese.

### Luoghi d'interesse

#### La cittadella di Erbil
La Cittadella di Erbil è un tell occupato nel cuore storico di Erbil, che si erge tra i 25 e i 32 metri dalla pianura circostante. Gli edifici sulla sommità del tell si estendono su un'area approssimativamente ovale di 430 per 340 metri, occupando 102.000 metri quadrati. È stato affermato che il sito è la più antica città abitata ininterrottamente al mondo. Le prime testimonianze dell'occupazione del tumulo della cittadella risalgono al V millennio a.C. e forse anche prima. Appare per la prima volta nelle fonti storiche durante il periodo Ur III e acquisisce particolare importanza durante il periodo dell'Impero assiro (dal X al VII secolo a.C.). A ovest della cittadella, nel quartiere di Ary Kon, è stata scavata una tomba a camera risalente al periodo dell'impero assiro. Durante il periodo sasanide e il califfato abbaside, Erbil fu un importante centro per il cristianesimo siriaco e per gli assiri in generale. Dopo la conquista della cittadella da parte dei Mongoli nel 1258, l'importanza di Erbil iniziò a declinare.
Nel corso del XX secolo, la struttura urbana è stata significativamente modificata, con la conseguente distruzione di numerose case ed edifici pubblici. Nel 2007 è stata istituita l'Alta Commissione per la Rivitalizzazione della Cittadella di Erbil per supervisionare il restauro della cittadella. Nello stesso anno, tutti gli abitanti, tranne una famiglia, sono stati sfrattati dalla cittadella nell'ambito di un ampio progetto di restauro. Da allora, ricerche archeologiche e lavori di restauro sono stati condotti all'interno e nei dintorni del tell da diverse équipe internazionali e in collaborazione con specialisti locali, e molte aree rimangono off-limits per i visitatori a causa del pericolo di muri e infrastrutture instabili. Il governo prevede di far vivere 50 famiglie nella cittadella una volta ristrutturata.
L'unica struttura religiosa che attualmente sopravvive nella cittadella è la moschea del Mulla Effendi. Quando era completamente occupata, la cittadella era divisa in tre distretti o mahalla: da est a ovest il Serai, il Takya e il Topkhana. Il Serai era occupato da famiglie importanti; il quartiere Takya prendeva il nome dalle case dei dervisci, chiamate takyas; il quartiere Topkhana ospitava artigiani e contadini. Altri luoghi da visitare nella cittadella sono le sale da bagno (hammam) costruite nel 1775 e situate vicino alla moschea e il Museo del Tessuto. La cittadella di Erbil è stata iscritta nella Lista del Patrimonio dell'Umanità il 21 giugno 2014.

### Istruzione

#### Musei
- Museo della tessitura curda

## Infrastrutture e trasporti
La città è servita dall'aeroporto Internazionale di Erbil, aperto nel 2010, è uno dei più trafficati del Paese e dispone di una pista d'atterraggio tra le più lunghe al mondo.

## Amministrazione

### Gemellaggi
- Nashville